# José López Silva
José López Silva (Madrid, 4 de abril de 1861-Buenos Aires, 25 de marzo de 1925) fue un dramaturgo y empresario teatral español.

## Vida y obra
De formación autodidacta, estudió en las Escuelas Pías de San Fernando, en pleno barrio madrileño de Lavapiés, del que extrajo material abundante para el género en el que se especializó: la zarzuela chica. Se dio a conocer en las páginas de Madrid Cómico, y escribió algunos poemarios de carácter popular y costumbrista, como Chulaperías (1898), De rompe y rasga (1898) y La musa del arroyo (1911), labor en que recibió el respaldo de Vicente Blasco Ibáñez. 

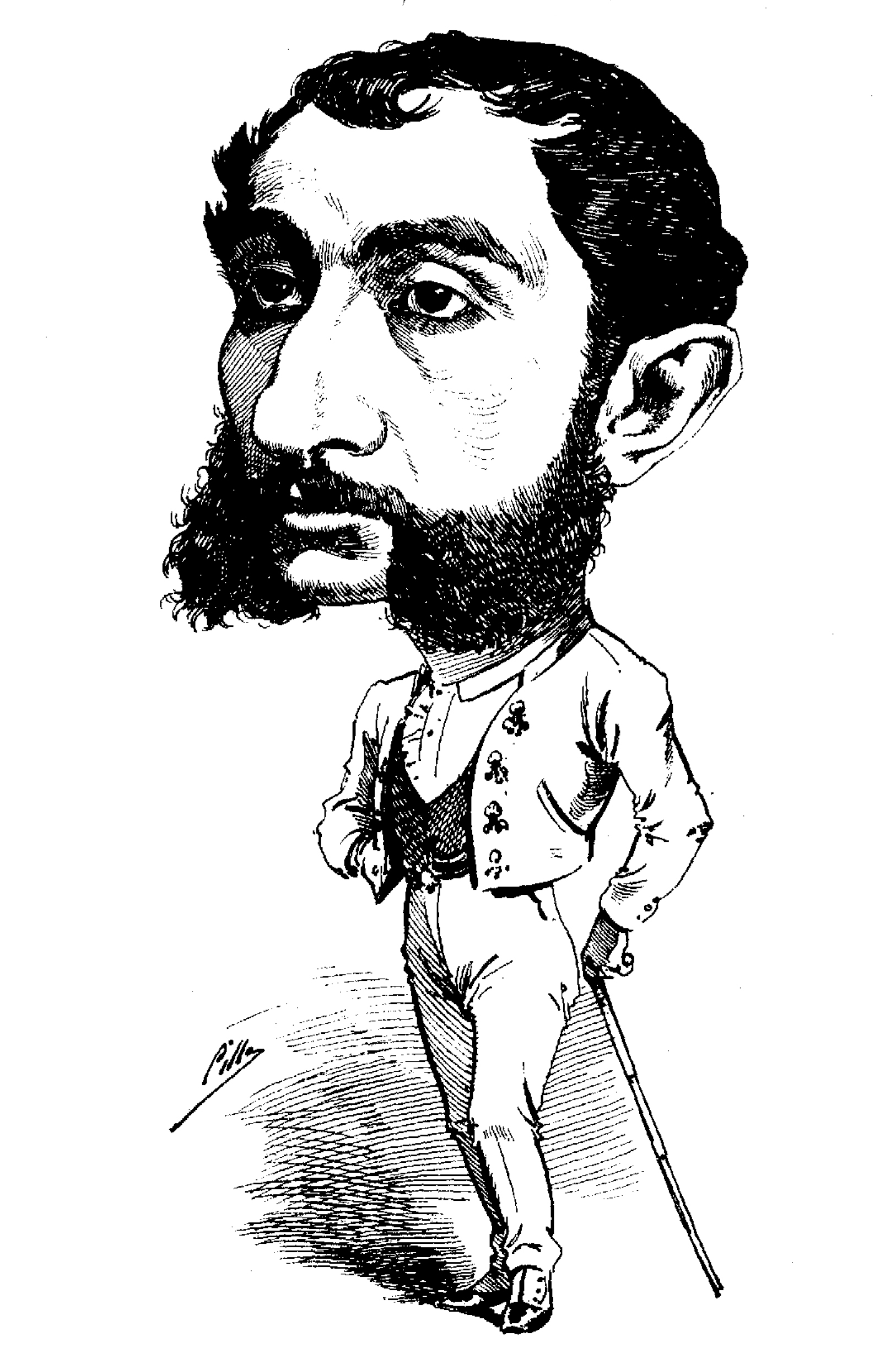
Caricaturizado por Cilla en Madrid Cómico (21 de abril de 1888)

Empezó a colaborar con Carlos Fernández Shaw en 1896 con Las bravías, adaptación de La fierecilla domada de Shakespeare, y al año siguiente repetían colaboración con una obra de ambientación más castiza, La revoltosa, estrenada en el Teatro Apolo con un éxito clamoroso. La partitura corrió a cargo de Ruperto Chapí y fueron principales intérpretes Isabel Bru y Emilio Mesejo en los papeles de Mari Pepa y Felipe. En la composición de este genial sainete se han detectado huellas varias del teatro clásico español y dieciochesco, en especial de Agustín Moreto, así como de La verbena de la Paloma. 
López Silva y Fernández Shaw mantuvieron su colaboración en piezas posteriores como La chavala (1898), Los buenos mozos (1899), y El alma del pueblo (1905). López Silva colaboró, además, con José Jackson Veyán, Sinesio Delgado, Julio Pellicer y Carlos Arniches. Con este último escribió, entre otros sainetes y revistas, Los descamisados (1893), El coche correo (1896) y El amo de la calle (1910).
A partir de 1915, en que el género chico empezó a decaer en el gusto del público, López Silva se convirtió en empresario teatral y llegó a realizar varias giras por países de Hispanoamérica como Argentina, donde falleció.